# Leia bilineata
Leia bilineata är en tvåvingeart som först beskrevs av Johannes Winnertz 1863.  Leia bilineata ingår i släktet Leia och familjen svampmyggor. Arten är reproducerande i Sverige. Inga underarter finns listade i Catalogue of Life.